# Långesjö
Långesjö is een plaats in de gemeente Tanum in het landschap Bohuslän en de provincie Västra Götalands län in Zweden. De plaats heeft 64 inwoners (2005) en een oppervlakte van 29 hectare.